# Argyrosomus hololepidotus
Argyrosomus hololepidotus es una especie de pez de la familia Sciaenidae en el orden de los Perciformes.

## Morfología
• Los machos pueden llegar alcanzar los 200 cm de longitud total y 71 kg de peso.

## Alimentación
Come peces, cangrejos, gambas y gusanos.

## Depredadores
En Sudáfrica es depredado por Argyrosomus hololepidotus,Lichis AMIA y Arctocephalus pusillus pusillus 

## Hábitat
Es un pez de clima subtropical y demersal (13 °C-24 °C) que vive hasta 400 m de profundidad

## Distribución geográfica
Se encuentra en el Índico: Madagascar, Australia, la India, el Irán y Mauricio .

## Observaciones
Es inofensivo para los humanos.